# Lagatori
Lagatori es un pueblo ubicado en el municipio de Berane, en Montenegro.

## Demografía
Hasta 2011 la población era de 482 habitantes, conformada por 134 hogares y 158 viviendas.
| 562                                                              | 585 | 708 | 760 | 901 | 857 | 420 | 482 |
| (Fuente: Population statistics of Eastern Europe & former USSR.) |     |     |     |     |     |     |     |

| Etnicidad                                           | Número | Porcentaje |
| --------------------------------------------------- | ------ | ---------- |
| Bosnios                                             | 345    | 82,14 %    |
| Musulmanes                                          | 74     | 17,61 %    |
| Otros                                               | 1      | 0,23 %     |
| Fuente: Republic of Montenegro. Statistical Office. |        |            |